# Robert Tryon
Robert Choate Tryon (Butte, 4 settembre 1901 – Berkeley, 27 settembre 1967) è stato uno psicologo e statistico statunitense.
Coniò nel 1939 il termine cluster analysis nell'ambito dei suoi lavori in psicometria.